# Lettershop
Ein Lettershop ist ein Unternehmen, das Mailings (Werbebriefe), Kataloge oder andere personalisierte Sendungen be- und verarbeitet, zur Übergabe an die Post.
Im Lettershop werden die zu personalisierenden Bestandteile eines Mailings mittels Laserdruck- oder Ink-jet-Verfahren beschriftet (adressiert).
Zusätzlich werden im Lettershop die einzelnen Bestandteile in die Versandhülle kuvertiert oder in Folie (meist bei Katalogen) eingeschweißt. Dies geschieht mit automatisierten Kuvertier- oder Einschweißmaschinen, in denen die einzelnen Bestandteile zusammengesammelt werden. Moderne Abgleichsysteme ermöglichen die Verarbeitung mehrerer personalisierter Teile, die durch aufgedruckte Nummern oder Bar-Codes abgeglichen werden.
Die Personalisierung erfordert den professionellen Umgang mit den Adressen, die der Kunde zur Verfügung stellt. Dabei ist wichtig, dass die Datenschutzbestimmungen eingehalten werden.
Lettershops, die Mitglied im DDV (Deutscher Dialogmarketing Verband) sind, unterziehen sich dadurch einer bestimmten Selbstkontrolle.
Der Lettershop übernimmt auch teilweise die „postalische“ Vorarbeit, indem Adressen portooptimiert werden, Adressenabgleiche stattfinden oder auch die postalische Bereinigung von fehlerhaften Adressen durchgeführt werden.